# Sylvester Mubayi
Sylvester Mubayi (* 1942 im Chiota-Reservat bei Marondera; † 13. Dezember 2022 in Chitungwiza) war ein Bildhauer aus Simbabwe.

## Biographie
Nach der Schule arbeitete Sylvester Mubayi als Tabak-Sortierer. 1966 fand er eine Anstellung in der Chubuku-Brauerei in Harare. Durch Zufall begegnete er dort Tom Blomefield mit einer Lastwagenladung Steinskulpturen für die National Gallery in Harare. Sie faszinierten ihn so, dass er um einen Job in Blomefields Künstlerdorf Tengenenge bat, um sein Talent für Bildhauerei zu erproben. Dieses erwies sich als so ausgeprägt, dass er bald darauf Gründungsmitglied der Vukutu-Kunstschule von Frank Mc Ewen in der Nationalgalerie wurde. Schon drei Jahre später gewann er einen Preis bei einer Ausstellung in Durban. Sylvester Mubayi arbeitete in der Nähe von Fanizani Akuda und Edward Chiwawa in Chitungwiza, einer Arbeitersiedlung südlich von Harare. 
Sylvester Mubayi war Mitglied der Künstlervereinigung Friends Forever und einer der namhaftesten Vertreter der ersten Generation moderner Bildhauer Simbabwes.

## Stil
Sylvester war ein großer Geschichtenerzähler und bekannt für seine ausgebreiteten Kenntnisse der traditionellen Mythen, die er gerne erklärte. Wie Bernard Matemera verschmolz er oft die menschliche, die animalische und die Welt der übernatürlichen Kräfte. Im Bezug zu den traditionellen Denkweisen schaffte er zum Beispiel Personen mit dem Kopf eines Vogels; nach seiner Aussage ist dieser ein Botschafter aus der anderen Welt und bringt der Familie Nachrichten von einem kürzlich verstorbenen Familienmitglied.

## Ausstellungen
Sylvester Mubayis Werke wurden seit 1968 bei zahlreichen Ausstellungen in vielen Ländern präsentiert, u. a. in Moskau, Washington D.C., Chicago, Wien, Berlin; sie sind Teil namhafter Sammlungen in Europa und Nordamerika. 1969 erhielt er den Ernest Oppenheimer Memorial Award for sculpture.